# Ambassade van Oekraïne in Moldavië
De ambassade van Oekraïne in Moldavië is de vertegenwoordiging van Oekraïne in de Moldavische hoofdstad Chișinău.
Ukraine erkende de onafhankelijkheid van Moldavië op 21 december 1991, waarop op 10 maart 1992 de diplomatieke banden werden aangegaan.

## Ambassadeurs
- Boyko Vitaly Fedorovich, 1993–1994[2]
- Gnatishin Ivan Nikolaevich, 1996–2000
- Chaly Petr Fedorovich, 2000–2007
- Pirozhkov Sergey Ivanovich, 2007–2014[3]
- Gnatishin Ivan Nikolaevich, 2015–2019[4]
- Shevchenko Marko Alexandrovich, 2020–[5]